# Королевский двор Франции
Королевский двор Франции или Двор Франции (фр. Cour de France) — монархический двор короля Франции, состоящий из множества придворных, личного окружения короля или императора (во времена Первой и Второй империй), военного окружения и охраны, а также все вспомогательные службы, которые обслуживали личные нужды короля или императора, его семьи и придворных.
Этот придворный мир в Средние века состоял из великих сеньоров, а также из королевских и министерских чиновников, ответственных за королевскую администрацию, а также советников. По мере исчезновения крупных феодалов двор трансформировался в собрание придворных, добивавшихся королевского благосклонности и пенсий.
В конце Старого Порядка термин «двор» также обозначал королевскую власть в целом. Двор фактически был центром политической жизни Франции до Революции. Он по-прежнему играл ведущую роль в XIX веке благодаря различным реставрациям и двум императорским дворам.

## Этимология
Слово двор (фр. Cour) засвидетельствовано с X века в форме cort в смысле «открытое пространство, окруженное стенами, жилище», но и в форме curt «резиденция государя и его окружения», затем в 1100 году в смысле «свита государя». Около 1130 года мы снова находим здесь форму cort «государь и его совет», «собрание вассалов, собранное государем для решения важного вопроса или для торжественного мероприятия». В начале XIV века быть при дворе (фр. bien de court) означало «пользоваться благосклонностью короля». В 1539 году ухаживание за кем-то (фр. faire la court a quelqu'ung) означает «стремление завоевать его благосклонность». Форма без конечного -t регулярно появляется в XVII веке, например: двор — «группа людей, стремящихся добиться чьей-то благосклонности». С другой стороны, слова «придворный» и «придворные» не засвидетельствованы ранее XIV века, поскольку они являются заимствованиями из итальянского corteggiare и cortigiano того же латинского этимона.

## От истоков до 1870 года

### Двор при Капетингах

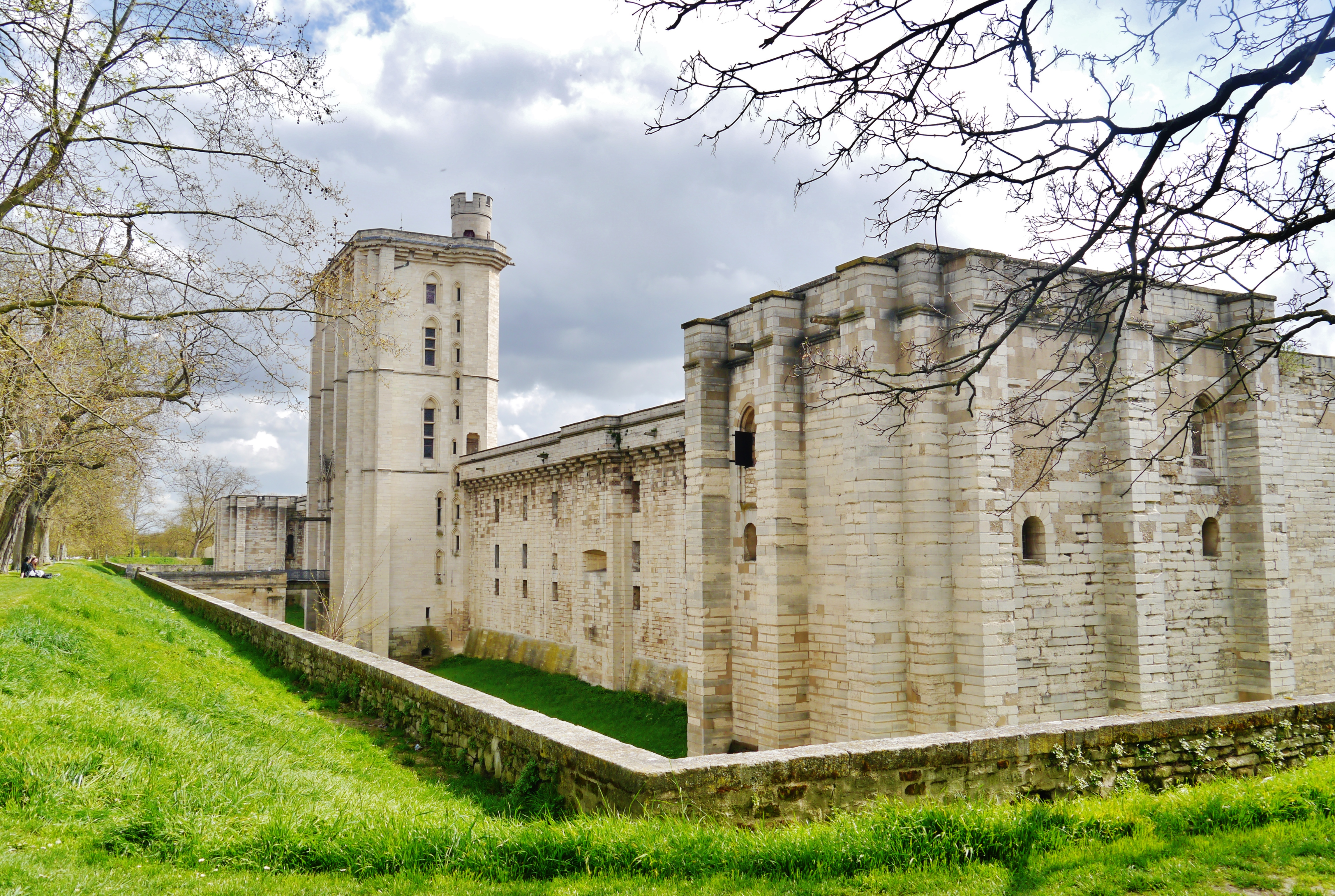
Венсенский замок, одна из главных резиденций королей Средневековья.

В Средние века двор короля Франции представлял собой администрацию, состоящую из чиновников короны: коннетабля, сенешаля, канцлера и т. д. Последние выбирались из числа сеньоров, которым доверял король. Королевское правосудие, находившееся в ведении канцлера, в конечном итоге отделилось от королевской резиденции, когда короли покинули дворец Сите в Париже. Этот средневековый двор уже был солидным: король окружал себя товарищами во время приема пищи.
Французский двор в Средние века был странствующим: схематически можно было бы сказать, вслед за историком Борисом Бове, что «где король, там и двор». Помимо дворца Сите, а позднее (при Людовике IX и последних прямых Капетингах) Луврского дворца, основными резиденциями монархов средневекового периода являются Венсенн, Компьень, Фонтенбло, Мелён, Санлис и даже Сен-Жерменский дворец. Места часто выбирают из-за их непосредственной близости к лесам и, следовательно, их охотничьего интереса.
Король, таким образом, проводит три четверти своего времени за пределами Парижа (и эта цифра, несомненно, завышена в связи с тем, что определенное количество актов производится от имени государя администрациями, установленными в столице). Основываясь только на этих королевских указах и приказах, мы можем насчитать 2 из 11 актов, совершенных в Париже Гуго Капетом, 7 из 45 Робертом II, 15 из 62 Генрихом I, 30 из 120 Филиппом I, 108 из 239 Людовиком VI (аномально высокий показатель, несомненно, отражающий реорганизацию канцелярии).

### Двор при Валуа

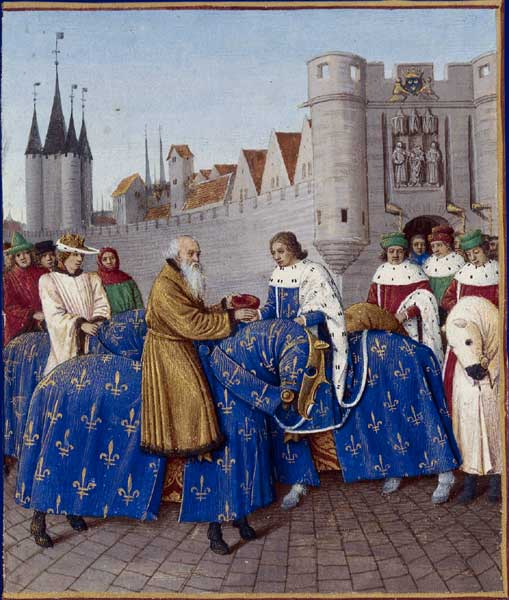
Король Карл V приветствует императора Карла IV в Париже: мы видим вороную лошадь императора и белую лошадь короля.

### Двор при Бурбонах
Если Генрих IV и Людовик XIII ограничивали развитие двора и отдавали предпочтение своей частной жизни., двор, как правило, структурировался со времён последних королей Валуа и этих первых двух королей Дома Бурбонов. Отныне ко двору Франции относились все люди, ежедневно приближавшиеся к королю, жившие в его свите или сопровождавшие его в путешествиях. Этих придворных можно разделить на четыре категории:
- Высшие коронные чины во Франции, руководящие государственными службами;
- Дом короля, в который входит весь персонал, обслуживающий короля в его повседневных делах;
- Дома королев, детей Франции, принцев и принцесс королевской семьи;
- лица, дворяне и недворяне, пришедшие к королю, чтобы оказать ему услуги по своим обязательствам или попытаться получить благосклонность.